# شمع‌آجین

تصویری از سلیمان‌خان در حالی که شمع‌آجین شده‌است

شمع آجین، نوعی روش شکنجه و اعدام، در زمان‌های گذشته بوده است. در این شکنجه، روی بدن (بیشتر سینه) افراد سوراخ‌های فراوان ایجاد کرده، و در محل این سوراخ‌ها شمع قرار داده، و روشن می‌کردند. گفته می‌شود که عین‌القضات همدانی، عارف بزرگ ایرانی، به این شیوه به قتل رسید.